# Gaalgebierg

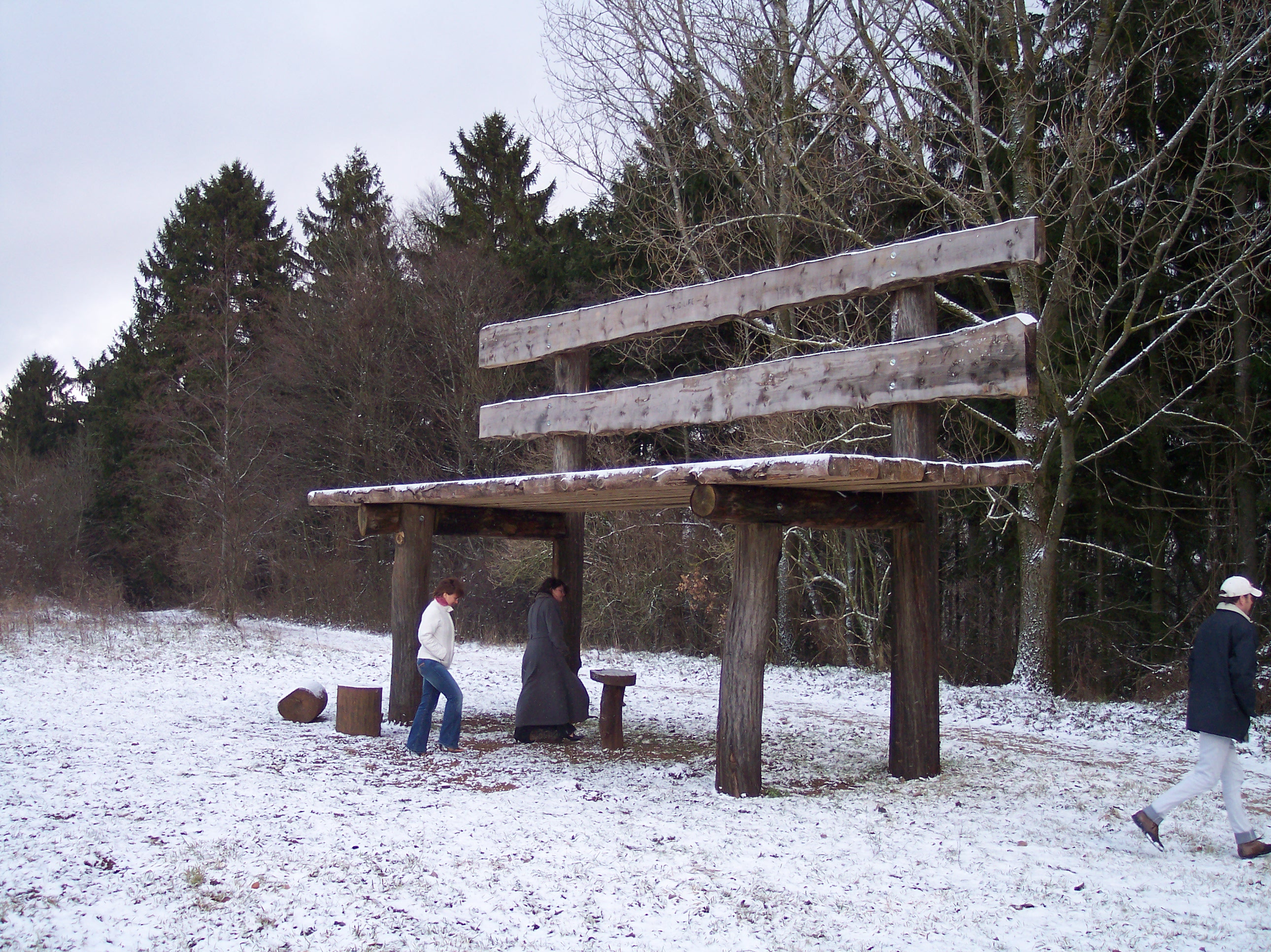
Gaalgebierg

Gaalgebierg is een 400 meter hoge heuvel bij Esch-sur-Alzette (Groothertogdom Luxemburg) waaruit vroeger ijzererts werd gewonnen.
Hier zijn op verschillende plaatsen oude mijngangen ingestort. Op de heuvel is dit vaak goed te zien als diepe kuilen in het bos. Dat de grond veel ijzer bevat, is te zien aan de rode kleur (roest). Tegenwoordig wordt het ijzererts geïmporteerd wat goedkoper is dan zelf winnen. In deze streek is nog wel veel staalindustrie.
De heuvel is een natuurpark met veel sportfaciliteiten, een camping, een dierenpark en een wandelgebied, waar de inwoners van de tweede stad van Luxemburg veel gebruik van maken.